# Ареколин
Ареколин — алкалоид пиридинового ряда. Был выделен в 1888—1891 гг. в смеси алкалоидов из плодов бетелевой (арековой) пальмы (Areca catechu), по латинскому названию которого и получил своё название.
Ареколин представляет собой бесцветное густое масло, не обладающее оптической активностью. Хорошо растворим в воде и органических растворителях. Кипит при 209 °C, легко перегоняется с парами воды. Будучи третичным основанием, образует стабильные, гигроскопичные соли с неорганическими кислотами. При действии кислот и щелочей ареколин омыляется с превращением в арекаидин. При гидрировании превращается в дигидроареколин.
Схема препаративного синтеза ареколина из этиленциангидрина:
Ареколин входит в состав парасимпатикомиметических веществ, по характеру действия похож на пилокарпин: применяется в виде бромгидрата и вызывает понижение артериального и внутриглазного давления, замедляет сердечный ритм, усиливает слюно- и потоотделение, усиливает сокращение гладкой мускулатуры кишечника с резким усилением перистальтики. Ввиду высокой токсичности ныне применяется ограниченно. Также находил применение в ветеринарии как глистогонное, слабительное средство, а также при ревматическом поражении копыт.
Фармакологические свойства ареколина в Российской империи изучал К. Ф. Архангельский.
Применение ареколина как усилителя перистальтики кишечника упоминается в книге ветеринара Джеймса Хэрриота «О всех созданиях — больших и малых».